# Kabupaten de Tapin
Pour les articles homonymes, voir Tapin.
Tapin (prononcer "tapine") est un kabupaten de la province indonésienne de Kalimantan du Sud. Son chef-lieu est Rantau.

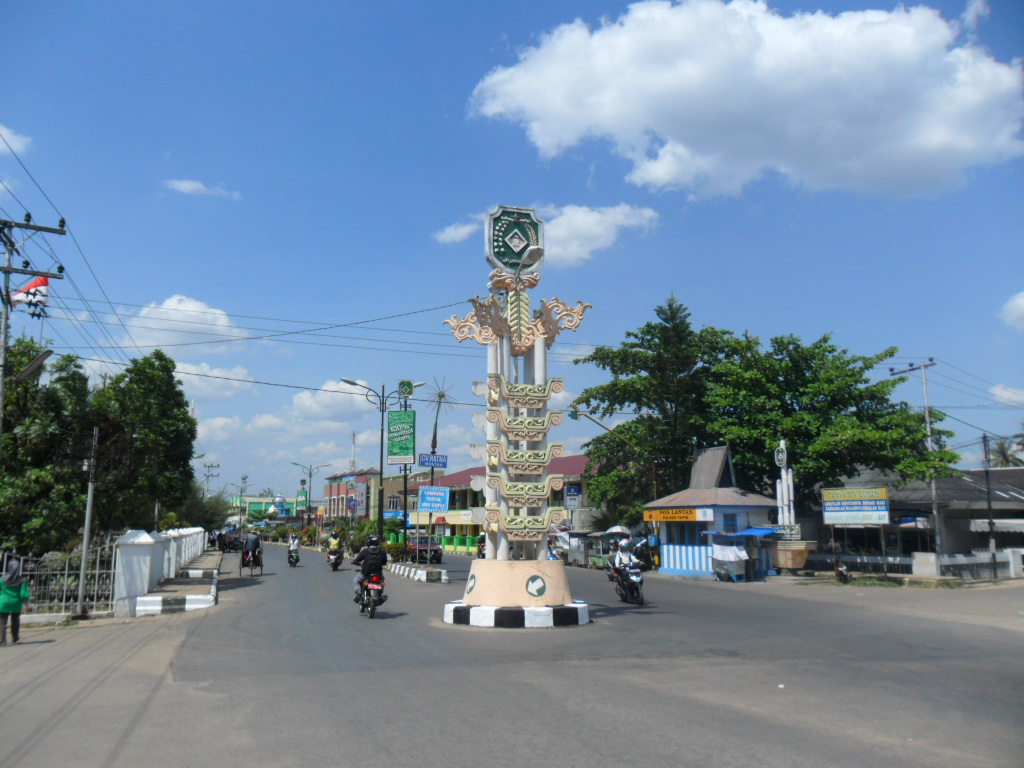
L'artère principale de Rantau, le chef-lieu du kabupaten
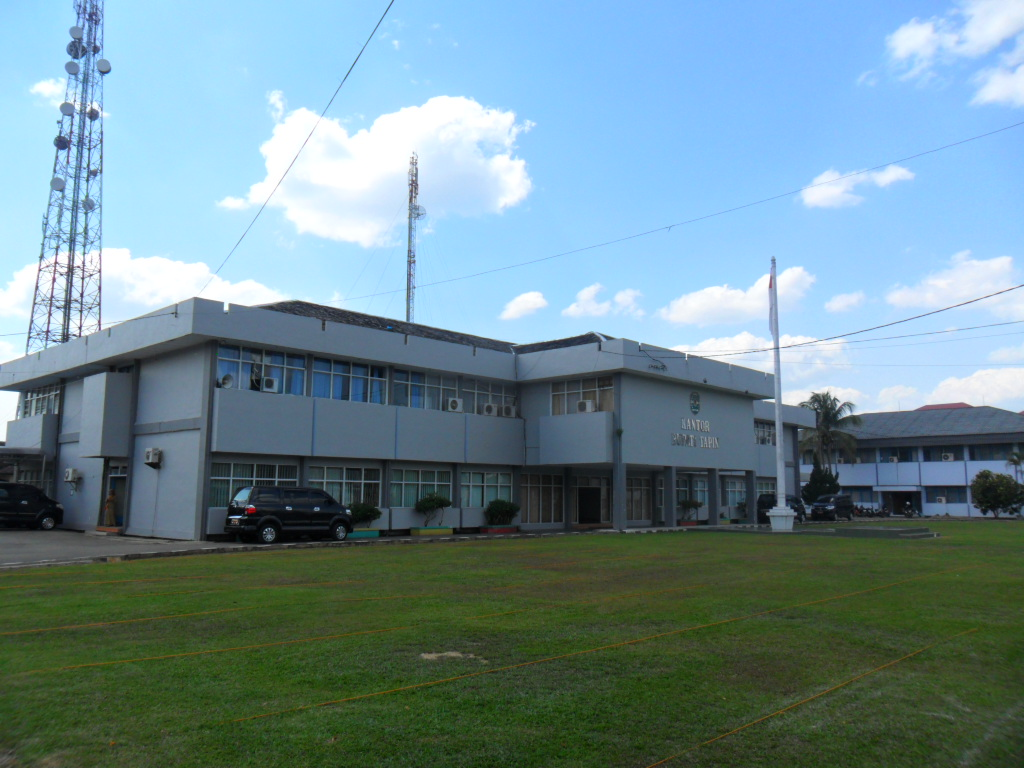
Le bureau du bupati
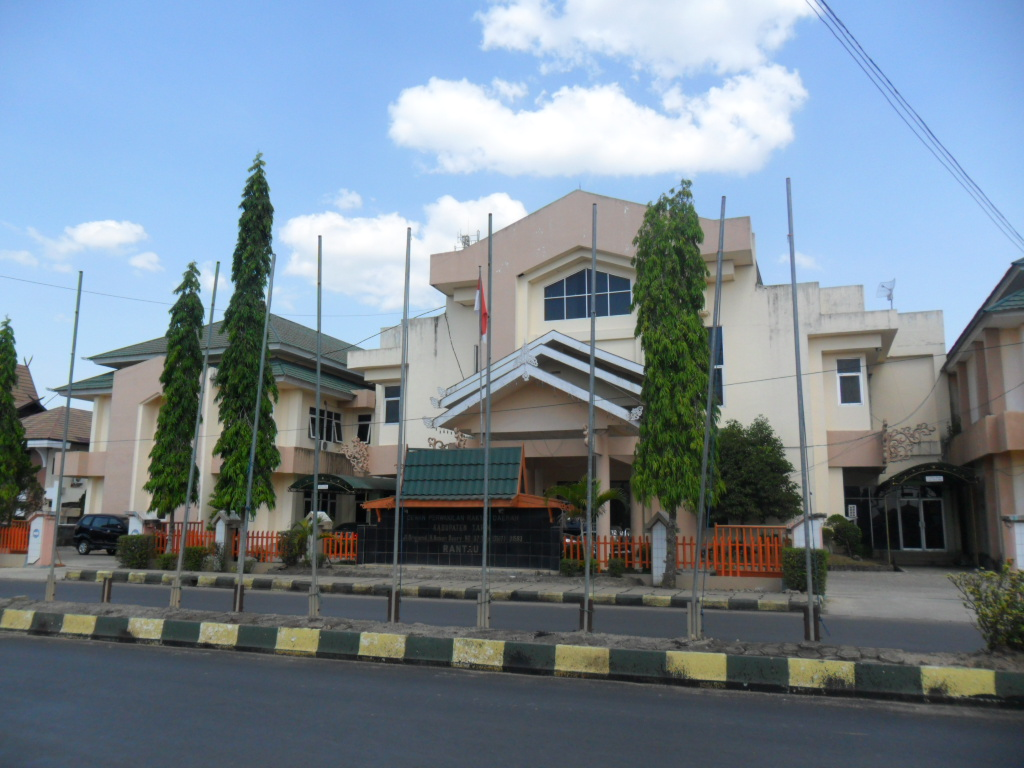
Le parlement du kabupaten
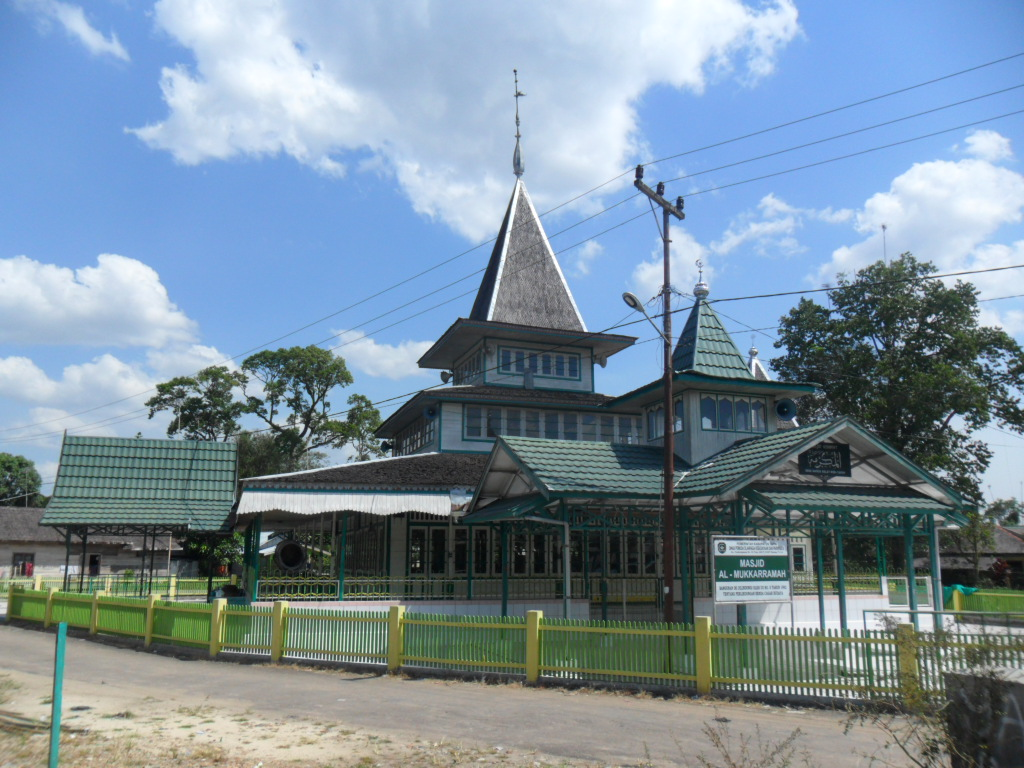
La mosquée Al-Mukarromah